# Nuoto Club Milano
Il Nuoto Club Milano è una società sportiva che partecipa al campionato italiano di Serie A1 femminile di pallanuoto.
Nuoto Club Milano è anche attivo nel  nuoto, sincronizzato e triathlon.

## Rosa 2022-2023
| N° |                   | Ruolo | Giocatore        |
| -- | ----------------- | ----- | ---------------- |
|    | Italia (bandiera) | P     | Martina Giannoni |
|    | Italia (bandiera) | P     | Matilde Friz     |
|    | Italia (bandiera) | D     | Laura Repetto    |
|    | Italia (bandiera) | D     | Francesca Iglio  |
|    | Italia (bandiera) | D     | Virginia Tosi    |
|    | Italia (bandiera) | D     | Agnese Pinto     |

| N° |                   | Ruolo | Giocatore        |
| -- | ----------------- | ----- | ---------------- |
|    | Italia (bandiera) | A     | Gaia Di Lernia   |
|    | Italia (bandiera) | A     | Anna Repetto     |
|    | Italia (bandiera) | A     | Beatrice Daverio |
|    | Italia (bandiera) | A     | Chiara Di Pierro |
|    | Italia (bandiera) | CB    | Giulia Trombetta |